# New Zealand Māori Arts and Crafts Institute
New Zealand Māori Arts and Crafts Institute (NZMACI) s-a înființat în 1963 la Rotorua, Noua Zeelandă, din cauza amenințării iminente de pierdere a artelor tradiționale māori. În 1926, o școală de arte și meserii māori a fost înființată la Rotorua de către Sir Āpirana Ngata, iar noua școală a continuat tradiția într-o locație bine stabilită pentru artele și meșteșugurile tradiționale māori. Situarea școlii la Whakarewarewa a permis accesul ușor la piața turistică profitabilă, care continuă să fie o sursă substanțială de vânzări.

## Institutul

### Istorie
Fondată în 1926 de Āpirana Ngata, pe atunci parlamentar pentru Maori de Est, care a inclus Rotorua, școala s-a concentrat pe păstrarea predării artelor și meseriilor tradiționale māori. Școala era amplasată în apropierea câmpului unde se află gheizerele din Whakarewarewa, lângă Rotorua, un loc turistic foarte bun.
Legea din 1963 despre Rotorua Maori Arts and Crafts Institute a permis înființarea școlii ca persoană juridică, lege care a fost modificată prin amendamentul din 1967 care a dus la schimbarea numelui în New Zealand Māori Arts and Crafts Institute, permițând astfel transformarea dintr-un institut local într-un institut național, prin eliminarea celor mai multe referiri la Rotorua. Apoi ortografia Maori s-a schimbat în Māori, ca parte a efortului de a face ca limba maori să fie una fonetică.
În general, Institutul se încadrează în portofoliul turistic și al Ministerului Dezvoltării Economice, ministrul turismului sau unul asociat turismului făcând numiri în consiliu. Numirile recente i-au inclus pe: Robert McFarlane, Ani Waaka, David Thomas, Sir Howard Morrison, June Grant, Judith Stanway, Ray Watson, Erenora Puketapu-Hetet, Mike Simm, David Tapsell, Ken Raureti, Robyn Bargh și Tupara Morrison.
Începând cu Renașterea Māorilor din anii 1980 și 1990, tradițiile māori au avut un impact mai mare asupra artei contemporane din Noua Zeelandă, ceea ce a dus la estomparea liniilor dintre artă și arta māorilor. Institutul expune la evenimente precum Māori Art Market, dar predarea și rezultatele sale continuă să se concentreze pe articole mai tradiționale.
Institutul operează Te Puia o atracție turistică semnificativă din Rotorua.

### Sculptura
O formă de artă predominantă a poporului māor este whakairo, sculptură, la care unii fac referire ca fiind limba scrisă a māorilor.
Școala de sculptură, Te Wānanga Whakairo Rakau, a fost deschisă în 1967 și de atunci a restaurat și construit peste 40 de whare whakairo de pe cuprinsul Noii Zeelande. Primul șef al școlii de sculptură a fost regretatul Tohunga Whakairo (Maestru Sculptor), Hone Taiapa.

### Țesutul
A doua formă de artă perpetuată la NZMACI este raranga, țesutul.
Școala de țesut numită Te Rito a fost înființată în 1969, la puțin timp după școala de sculptură. La acea vreme, șefa școlii era Emily Schuster, iar acum este condusă de fiica ei, Edna Pahewa.
Combinația dintre cele două școli a însemnat renașterea whakairo și a raranga, mulți dintre studenții școlilor continuând să joace roluri importante în renașterea māorilor.